# Oradour-sur-Glane
Oradour-sur-Glane je francouzská vesnice ležící v regionu Limousin, v departementu Haute-Vienne. Vesnice byla zničena 10. června roku 1944, když bylo 643 jejích obyvatel zavražděno německými Waffen-SS při Masakru v Oradour-sur-Glane. Události dnes připomíná památník v obci.
Roku 2007 zde žilo 2205 obyvatel.

## Geografie
Sousední obce: Cieux, Peyrilhac, Veyrac, Saint-Victurnien, Saint-Brice-sur-Vienne a Javerdat.

## Vývoj počtu obyvatel
Počet obyvatel